# NGC 1103
NGC 1103 é uma galáxia espiral barrada (SBb) localizada na direcção da constelação de Eridanus. Possui uma declinação de -13° 57' 34" e uma ascensão recta de 2 horas, 48 minutos e 06,0 segundos.
A galáxia NGC 1103 foi descoberta em 26 de Dezembro de 1885 por Lewis A. Swift.